# Daddy DJ (canção)
"Daddy DJ" ("Papai DJ") é uma canção gravada pela dupla francesa de mesmo nome. Foi o single de estreia do primeiro álbum deles, Let Your Body Talk, lançado na França em 1999 e posteriormente em vários países europeus entre abril e junho de 2000. O clipe musical foi produzido na forma de uma animação.

## Sucesso comercial
A música foi um enorme sucesso por toda a Europa e muito bem recebida, tendo ficado entre os dez hits mais tocados em países como França, Finlândia, Dinamarca, Alemanha, Espanha, Holanda e Flandres (Bélgica), além de ter ficado em primeiro na Suécia, na Noruega e na Valônia (Bélgica). Na França, "Daddy DJ" ficou em segundo lugar por dez semanas não consecutivas na SNEP, tendo superado as canções "Seul" de Garou e "It Wasn't Me" de Shaggy. Em agosto de 2014, a música era o 24º single mais vendido na França no século XXI, com um total de 525.000 unidades comercializadas.

## Covers
Em janeiro de 2006, a melodia da música foi utilizada pelo DJ australiano S3RL na música "Pretty Rave Girl".
Também em 2006, a melodia foi utilizada pelo cantor sueco Basshunter em sua música "Vi sitter i Ventrilo och spelar DotA" (também conhecida simplesmente como "DotA"). Em, 2008, ele a utilizou novamente em outra música sua, "All I Ever Wanted".
Em 2009, foi lançado um cover da música por Crazy Frog para seu álbum Everybody Dance Now. A canção ficou em quarto lugar na França e permaneceu por quinze semanas entre os primeiros 50. A música estrou em 14º lugar nos Eurochart Hot 100 Singles, caindo para o 32º lugar na semana seguinte.[carece de fontes?].
Outro cover de sucesso foi "Take It to the Limit", realizado em 2013 pelo DJ e produtor alemão Max K, incluindo vocais do cantor Gerald G e do rapper Nitro. Também há um cover de 2015, "Let's Get Started", do The Alex Cortez Project, com participação de CVB.[carece de fontes?]
Em 2017, o projeto de pop punk "Future Idiots" realizou um cover da música para seu álbum The Brown Album.
Em 2021, a melodia foi utilizada pelo artista Maddix em sua canção "Superheroes".[carece de fontes?]
Em junho de 2022, dois DJs, o italiano Gabry Ponte e o austríaco Lum!x, usaram parte da melodia na sua música "We Could Be Together".[carece de fontes?]
Em abril de 2024, o personagem Gummibär realizou um cover e remix da música, mas com o nome mudado para "Funny DJ". Gummibär havia feito um cover da música para seu primeiro álbum, "I Am Your Gummy Bear", tendo realizado este remix após 17 anos.

## Clipe musical
O clipe musical animado de "Daddy DJ" foi produzido por Aladin Net Prod e lançado na França em 1999 e em 2000 em outros países.[carece de fontes?]
O vídeo começa com o protagonista Kross, um aspirante a DJ de 13 anos, observando seu pai praticar suas habilidades como DJ para uma performance num clube. Após seu pai se recusar a tocar uma gravação do Daddy DJ que ele gosta, Kross se frustra quando seu pai sai de casa para ir ao clube. No dia seguinte, seu pai está muito cansado, mas à noite trabalha como DJ no clube novamente. Kross usa a webcam do seu computador para se teletransportar para o clube, enquanto seu pai é transportado para o quarto do filho. Todos apreciam as habilidades de Kross e um agente lhe oferece um contrato com uma gravadora. Ele se torna famoso e no fim do vídeo é visto falando pelo telefone com uma pessoa desconhecida num escritório num grande prédio chamado  "Gravadora Daddy DJ".